# Giovanni Rasori

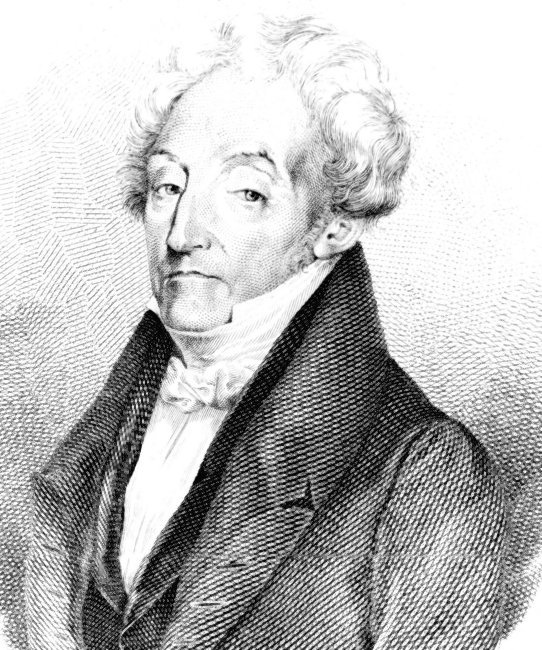
Giovanni Rasori

Giovanni Rasori, född 20 augusti 1766 i Parma, död 12 april 1837 i Milano, var en italiensk läkare. 
Rasori blev 1796 professor i patologi i sin födelsestad. Han utvecklade en medicinsk teori, rasorismen, en åsikt som höll före, att hälsan betingades av två varandra motverkande och i jämvikt hållande krafter, stimulus och contrastimulus. Verkningarna kallades stimulation och kontrastimulation. I varje sjukdom råder övervikt av endera. Även läkemedlen indelades i två klasser, de stimulerande och de kontrastimulerande. Till de stimulerande räknades födoämnen, opium, spritdrycker och aromatiska medel; till de kontrastimulerande bland annat hunger, åderlåtning och köld (indirekta contrastimulantia) samt antimon-, kvicksilver- och järnpreparat, laxermedel, kräkrot, blåstjärnesläktet, tidlösasläktet, stryknin och Belladonna. Detta system erinrar mycket om engelsmannen John Browns åsikter och övergavs redan under 1800-talet.